# 勞工公園 (前鎮區)
22°36′26″N 120°18′26″E / 22.60712°N 120.30731°E
前鎮勞工公園位於高雄市前鎮區，總面積約7.2558公頃，是臺灣一座以勞工為主題的公園，其內包含了勞工教育生活中心（原名勞工育樂中心）、前鎮游泳池、壘球場、老人活動中心等設施，及高雄捷運紅線之工殤紀念碑與青年雙手碑等纪念碑。週邊有假日花市。

## 歷史
1980至1990年代曾是黨外運動參與人士舉辦競選活動時經常使用的場地。

## 交通
- 港都客運
  - 12號 小港站－高雄車站[6]
  - 36號 前鎮站－高雄車站[7]
  - 69號 小港站－高雄車站[8]

- 統聯客運
  - 25號 瑞豐站－捷運鹽埕埔站[9]

- 高雄捷運紅線
  - 獅甲站[10]

## 紀念碑

### 工殤紀念碑
高雄捷運紅線工殤紀念碑主要紀念因高雄捷運紅線施工而罹難的七位勞工，於2008年4月2日竣工並進行揭碑儀式。
而在每年的4月28日（國際工殤日），紀念碑內會產生一系列的光影變化，且碑體兩側分別指向該日日出與日落之方向。

### 圖集

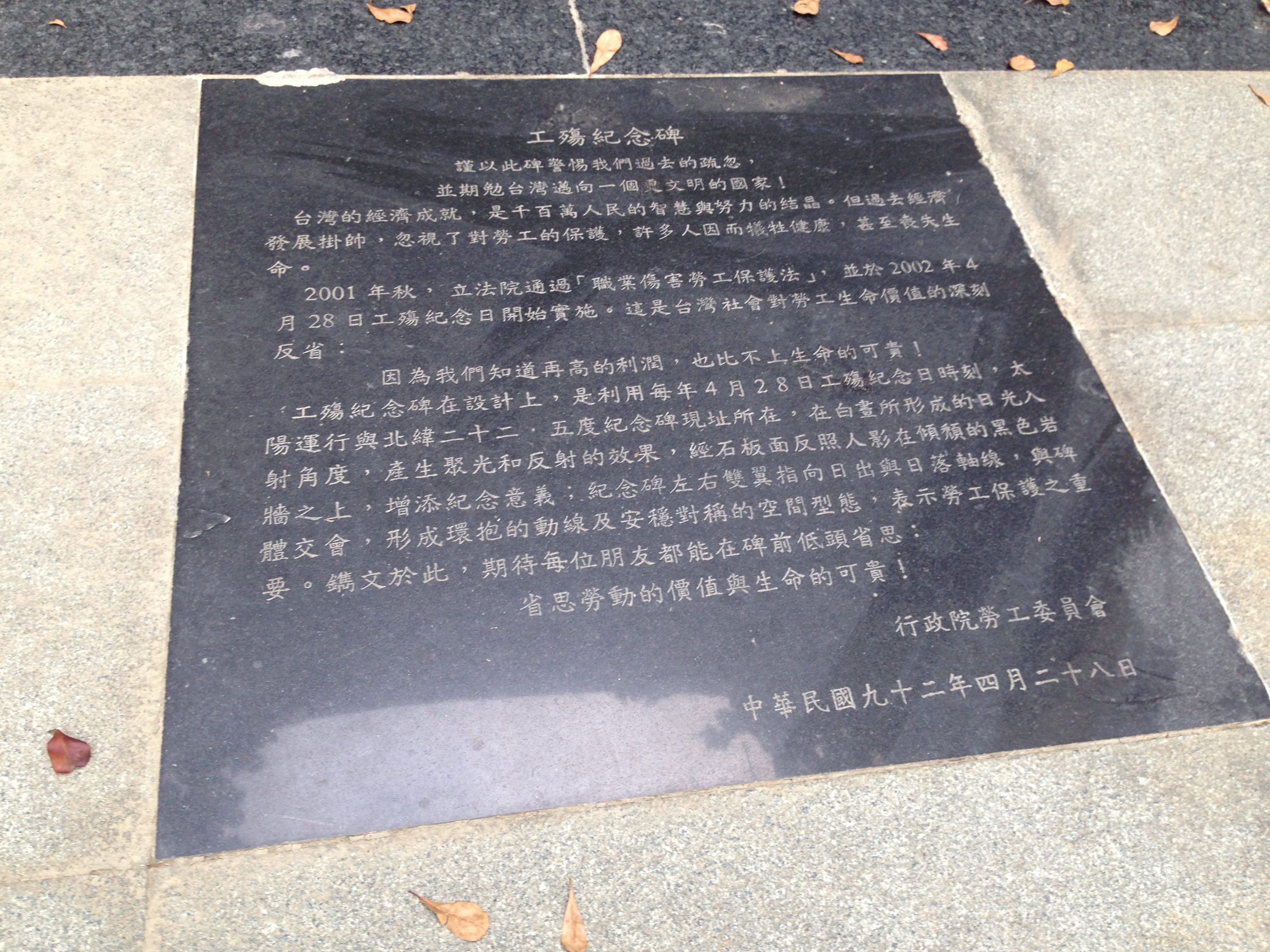
高雄捷運紅線工殤紀念碑
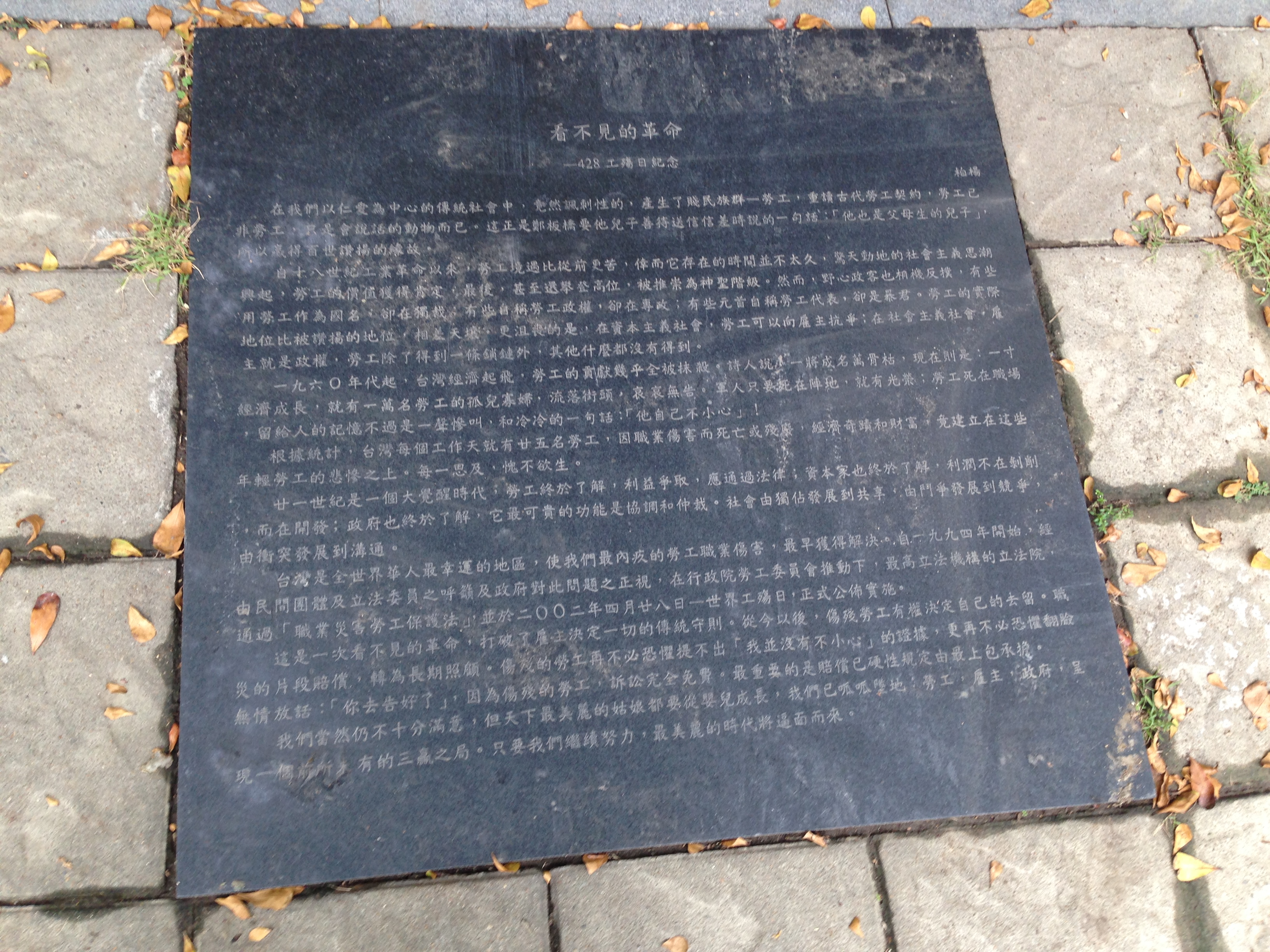
工殤紀念碑周圍之看不見的革命紀念碑
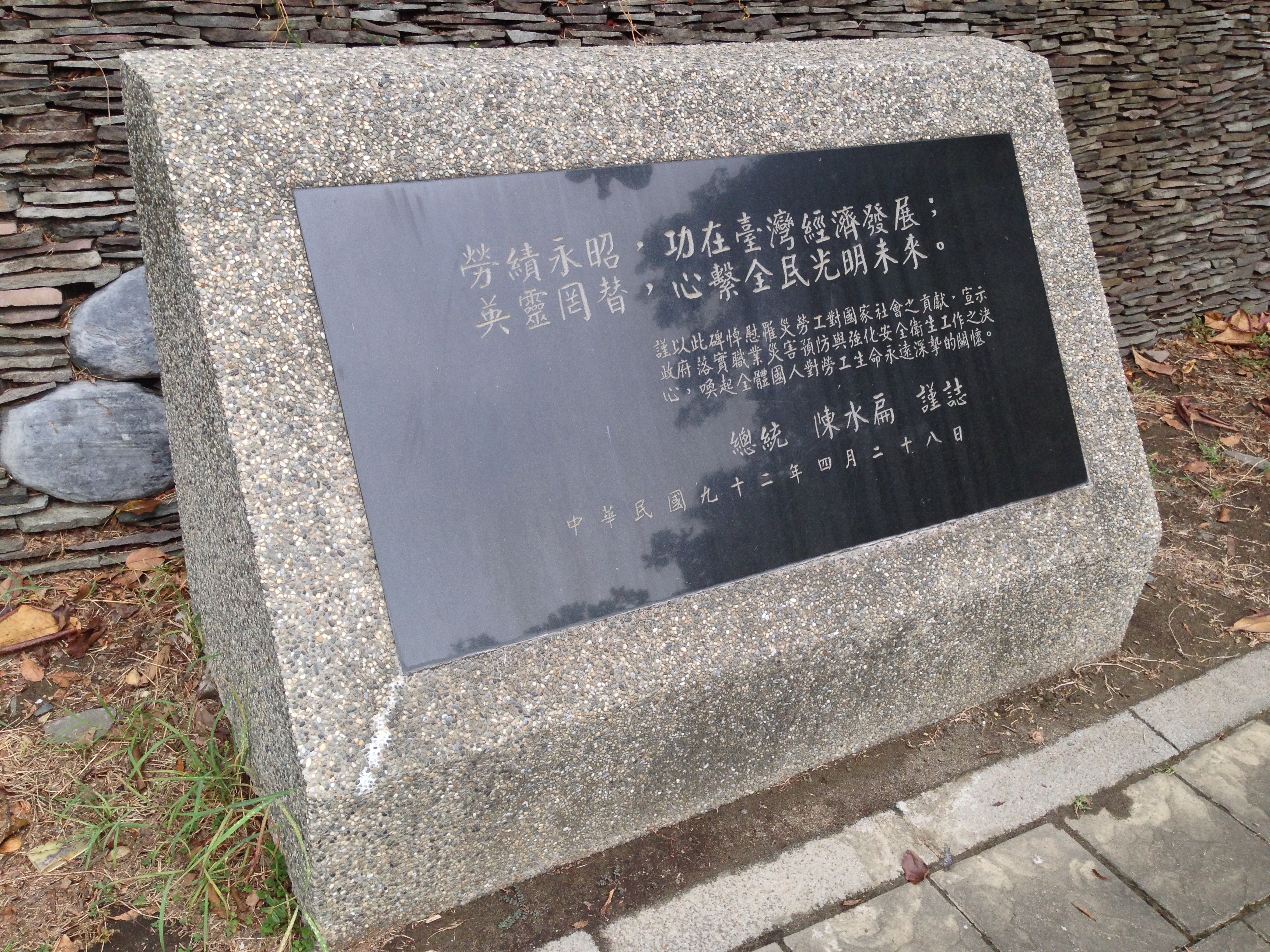
工殤紀念碑
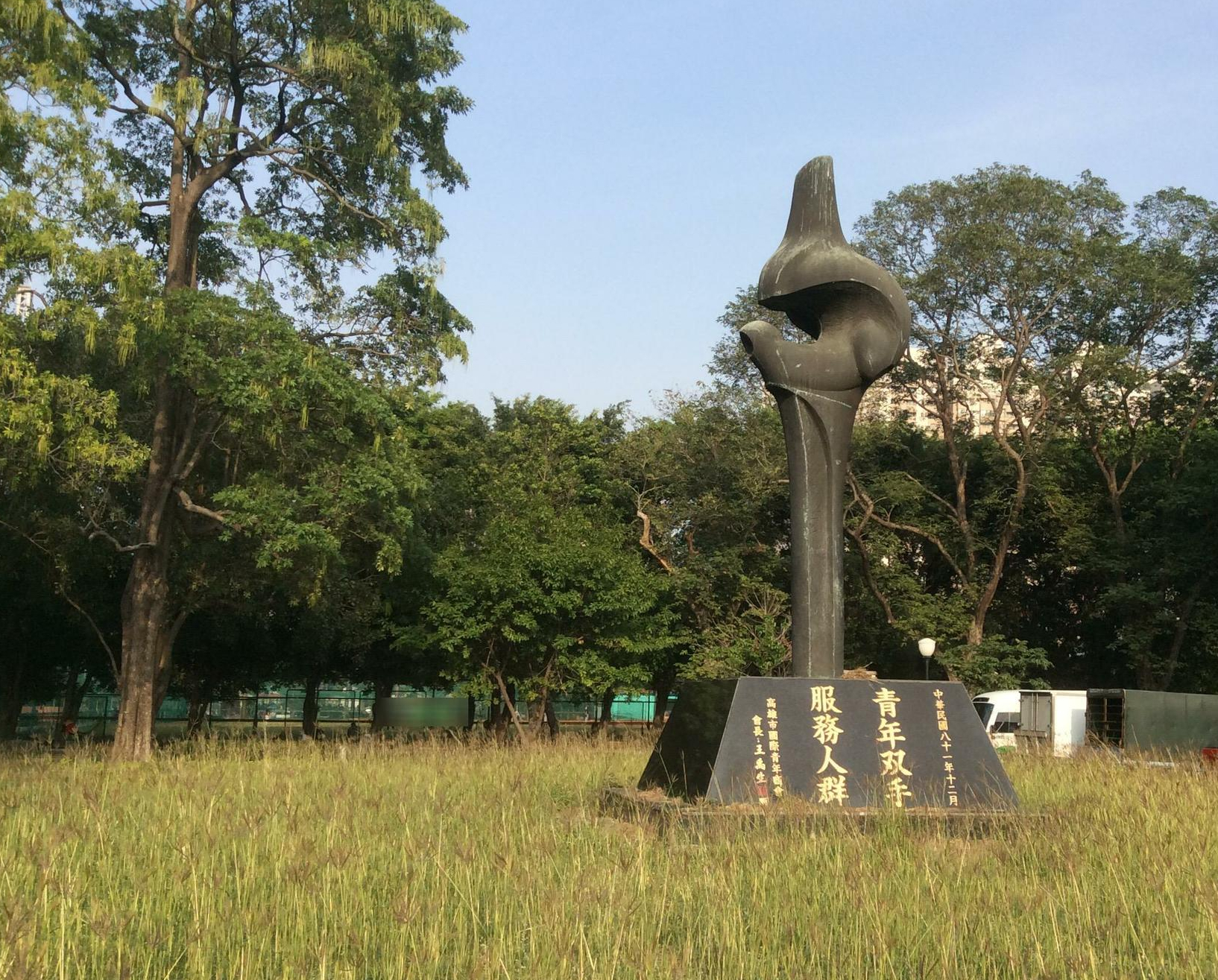
青年雙手服務人群碑

## 外部連結
- 高雄市政府勞工局勞工教育生活中心 （页面存档备份，存于）
- 前鎮區公所-勞工公園 （页面存档备份，存于）
- 勞工公園 - 高雄旅遊網 （页面存档备份，存于）